# Robert Janssen (hoogleraar)
Robert Hubertus Conrardus "Rob" Janssen (Delft, 22 mei 1931 – Oegstgeest, 23 maart 2019) was een Nederlands hoogleraar in de klinische psychologie en de persoonlijkheidsleer aan de Vrije Universiteit Amsterdam. Hij was tevens psychotherapeut en had bekendheid als boeddhist en vertaler van boeddhistische geschriften. 

## Loopbaan
Aan de Rijksuniversiteit te Leiden studeerde hij Pali en Sanskriet. Hij was een van de eerste Nederlandse leerlingen van Lama Anagarika Govinda (stichter van de Arya Maitreya Mandala). Hij publiceerde in „Saddharma“ een vertaling uit het Sanskriet van het Diamantsoetra. Deze vertaling met commentaar werd in 2016 in boekvorm uitgegeven. Voor de Stichting Vrienden van het Boeddhisme, waarvan hij van 1982 tot 1998 en van 2007 tot 2017 voorzitter was, schreef hij „Boeddhisme en Psychologie“ en „Boeddhisme en Psychotherapie“. Hij was, samen met zijn partner Jan de Breet, vertaler van de Pali-canon.
Dr. R.H.C. Janssen overleed in 2019 op 87-jarige leeftijd.